# Сандей, Джуд
Джуд Сиде Сандей (англ. Jude Cide Sunday; род. 4 октября 2004) — нигерийский футболист, вингер клуба «Тренчин».

## Клубная карьера
Сандей — воспитанник клуба «Реал Сапфир». В 2023 году игрок подписал контракт со словацким «Тренчином». 12 августа в матче против «Жилины» он дебютировал словацкой Суперлиге. 

## Карьера в сборной
В 2023 году в составе молодёжной сборной Нигерии Сандей принял участие в молодёжном Кубке Африки в Египте. На турнире он сыграл в матчах против команд Сенегала, Египта, Мозамбика, Уганды, Гамбии и Туниса. В поединке против тунисцев Джуд сделал «дубль». 
В том же году Сандей принял участие в молодёжном чемпионате мира в Аргентине. На турнире он сыграл в матчах против команд Доминиканской Республики, Италии, Бразилии, Аргентины и Южной Кореи. В поединке против итальянцев Джуд забил гол. 